# Władimir Paszkow
Władimir Igoriewicz Paszkow (ros. Владимир Игоревич Пашков; ur. 4 lutego 1961 w Bracku) – rosyjski polityk, przedsiębiorca i wojskowy, od 5 do 15 lutego 2020 pełniący obowiązki premiera Donieckiej Republiki Ludowej.

## Życiorys
Syn Igora Paszkowa, jednego z budowniczych elektrowni w Bracku. Przez trzy lata studiował w Irkuckim Instytucie Politechnicznym, następnie przeniósł się do Pacyficznego Instytutu Marynarki Wojennej im. S. Makarowa, który ukończył w 1985. Od 1985 do 1993 służył w marynarce, m.in. w łodziach podwodnych, dochodząc do rangi kapitana III klasy. Następnie powrócił do Bracka, gdzie na miejscowej uczelni ukończył ekonomię i zarządzanie przedsiębiorstwem. Od 1993 do 2002 pracował w administracji miejskiej Bracka, będąc m.in. szefem departamentu i zastępcą burmistrza (2005–2006), później zatrudniony m.in. w administracji obwodu irkuckiego. Obejmował stanowiska zastępcy gubernatora tego obwodu (2008, 2012–2014), ministra rozwoju, edukacji, pracy i nauki w rządzie lokalnym (2008–2012) oraz pierwszego wicepremiera obwodu irkuckiego (2010–2012).
W lutym 2014 odszedł z władz obwodowych, zajmując się działalnością biznesową. Został właścicielem kilku przedsiębiorstw, które przejęły kontrolę nad znacjonalizowanymi firmami metalurgicznymi i górniczymi w Ługańskiej i Donieckiej Republice Ludowej. Podjął też współpracę z koncernem Rosnieft oraz oligarchą Serhijem Kurczenko. Objął funkcję prezesa funduszu mającego wspierać inicjatywy humanitarne oskarżanego przez ukraińskie służby o finansowanie separatystów w tym regionie. W 2018 objęty sankcjami amerykańskiego Departamentu Skarbu. Związany z Komunistyczną Partią Donbaskiej Republiki Ludowej. W kwietniu 2019 został wicepremierem rządu Donieckiej Republiki Ludowej, odpowiedzialnym za sprawy ekonomiczno-społeczne (zastąpił Igora Martynowa). Od 5 do 14 lutego 2020 tymczasowo pełnił obowiązki premiera DRL w miejsce Aleksandra Ananczenki. Odwołany ze stanowiska wicepremiera z dniem 1 listopada 2021.